# Listras de aquecimento

Um gráfico de listras de aquecimento do início (2018) publicado por seu criador, o climatologista en. A progressão das listras azuis (mais frias) para vermelhas (mais quentes) retrata os aumentos anuais da temperatura média global desde 1850 (lado esquerdo do gráfico) até a data do gráfico (lado direito).

As listras de aquecimento (às vezes chamadas de listras climáticas, linhas do tempo climáticas ou gráficos de listras) são gráficos de visualização de dados que usam uma série de listras coloridas ordenadas cronologicamente para retratar visualmente as tendências de temperatura de longo prazo. As listras de aquecimento refletem um estilo “minimalista”, concebido para usar apenas a cor e evitar distrações técnicas para transmitir intuitivamente as tendências de aquecimento global para não cientistas.
O conceito inicial de visualização de dados históricos de temperatura foi ampliado para envolver animação, para visualizar o aumento do nível do mar e dados climáticos preditivos, e para justapor visualmente as tendências de temperatura com outros dados, como concentração atmosférica de CO2, recuo global de geleiras, precipitação, progressão das profundidades oceânicas, contribuição percentual da emissão da aviação para o aquecimento global, perda de biodiversidade, desvios de umidade do solo, e concentrações de partículas finas. Em contextos menos técnicos, os gráficos foram adotados por ativistas climáticos, usados como imagens de capa de livros e revistas, usados em design de moda, projetados em marcos naturais e usados em uniformes de equipes esportivas, palcos de festivais de música e infraestrutura pública.

### Extensões das listras de aquecimento

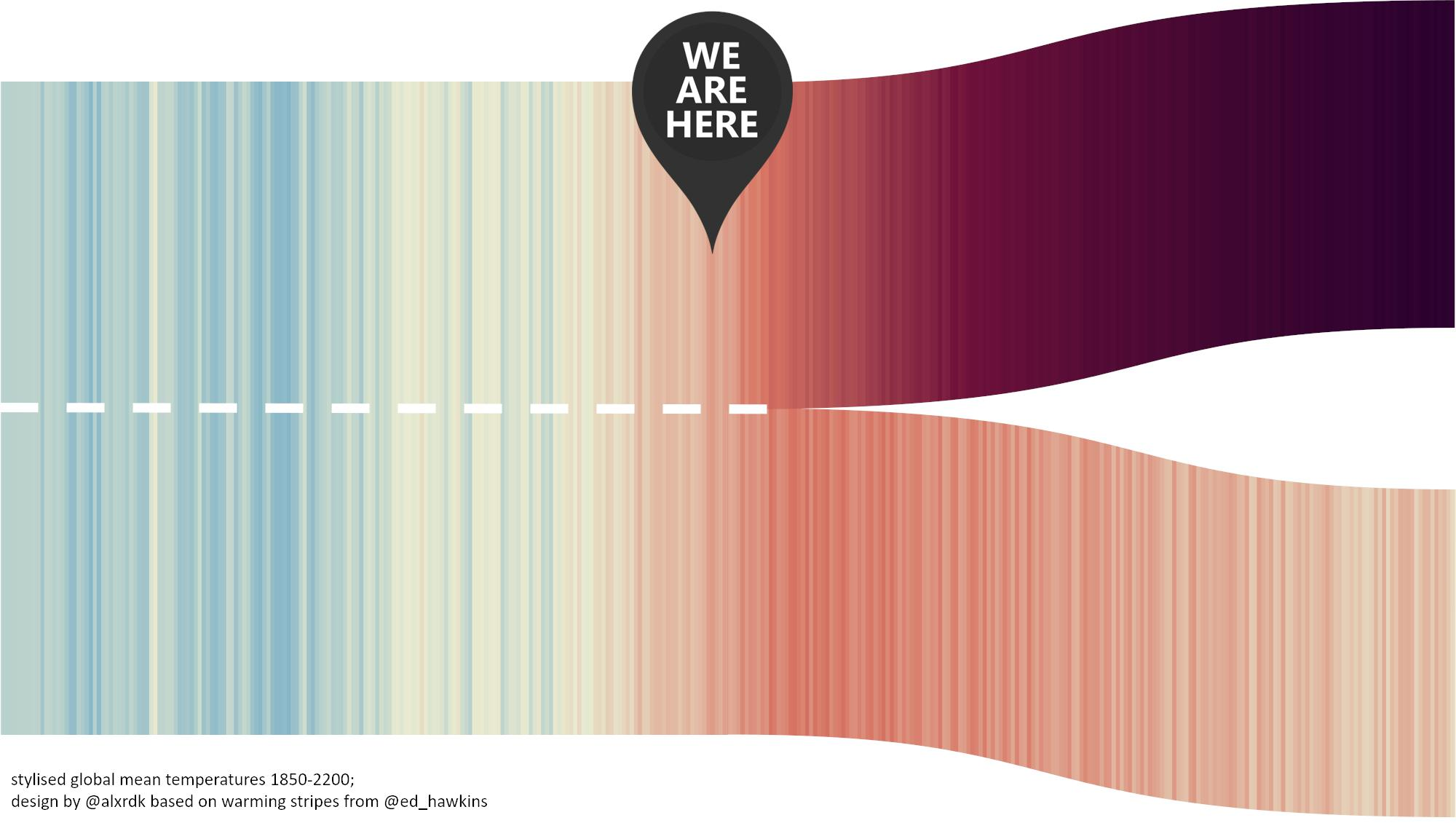
Gráfico bifurcado de dois futuros

## Histórico, publicação e conteúdo
Em maio de 2016, para facilitar a visualização da mudança climática para o público em geral, o cientista climático da Universidade de Reading, Ed Hawkins [en], criou um gráfico em espiral animado [en] da mudança da temperatura global em função do tempo, uma representação que se tornou viral. Jason Samenow [en] escreveu no The Washington Post que o gráfico em espiral era “a visualização mais convincente do aquecimento global já feita”, antes de ser apresentado na cerimônia de abertura dos Jogos Olímpicos de Verão de 2016.
Separadamente, em 10 de junho de 2017, Ellie Highwood [en], também cientista climática da Universidade de Reading, havia

    "Eu queria comunicar as mudanças de temperatura de uma forma simples e intuitiva, removendo todas as distrações dos gráficos climáticos padrão, de modo que as tendências e variações de longo prazo na temperatura ficassem bem claras. Nosso sistema visual fará a interpretação das listras sem que sequer pensemos nisso."

— Ed Hawkins, Maio de 2018
concluído um “cobertor de aquecimento global” de crochê inspirado nos “cobertores de temperatura” que representam as tendências de temperatura nas respectivas localidades. Hawkins forneceu a Highwood uma escala de cores mais amigável para evitar as diferenças de cores suaves presentes no cobertor de Highwood. Independentemente, em novembro de 2015, a cientista estuarina Joan Sheldon, da Universidade da Geórgia, fez um “cachecol globalmente quente” com 400 linhas azuis, vermelhas e roxas, mas não conseguiu entrar em contato com Hawkins até 2022. Tanto Highwood quanto Sheldon creditam como suas inspirações originais os “cobertores do céu” e os “cachecóis do céu”, que se baseiam nas cores diárias do céu.
Em 22 de maio de 2018, Hawkins publicou gráficos que constituem uma série
cronologicamente ordenada de listras verticais azuis e vermelhas que ele chamou de listras de aquecimento. Hawkins, um dos principais autores do 6º Relatório de Avaliação do IPCC, recebeu a Medalha Kavli de 2018 da Royal Society, em parte “por comunicar ativamente a ciência climática e suas várias implicações com públicos amplos”.
Conforme descrito em um artigo da BBC, no mês em que as grandes agências meteorológicas divulgam suas avaliações climáticas anuais, Hawkins fez experiências com diferentes formas de renderizar os dados globais e “se deparou com a ideia das listras coloridas”. Quando ele testou um banner no Hay Festival [en], de acordo com o artigo, Hawkins “sabia que tinha atingido um alvo”. O National Centre for Atmospheric Science [en] (Reino Unido), ao qual Hawkins é afiliado, afirma que as listras “pintam um quadro de nosso clima em mudança de uma forma convincente”. Hawkins trocou os pontos de dados numéricos por cores às quais reagimos intuitivamente".
Outros chamaram as faixas de aquecimento de Hawkins de “faixas climáticas” ou “linhas do tempo climáticas”.
Os gráficos de faixas de aquecimento são uma reminiscência da pintura de campo de cor, um estilo proeminente em meados do século 20, que elimina todas as distrações e usa apenas a cor para transmitir significado. O artista pioneiro do campo de cor, Barnett Newman, disse que estava “criando imagens cuja realidade é evidente”, um ethos que Hawkins teria aplicado ao problema da mudança climática.
Em colaboração com o cientista da Berkeley Earth [en], Robert Rohde [en], em 17 de junho de 2019 Hawkins publicou para uso público um grande conjunto de faixas de aquecimento no site ShowYourStripes.info. Gráficos individualizados de faixas de aquecimento foram publicados para o globo, para a maioria dos países, bem como para certas regiões menores, como estados dos EUA ou partes do Reino Unido, uma vez que diferentes partes do mundo estão se aquecendo mais rapidamente do que outras.

### Fontes e visualização de dados

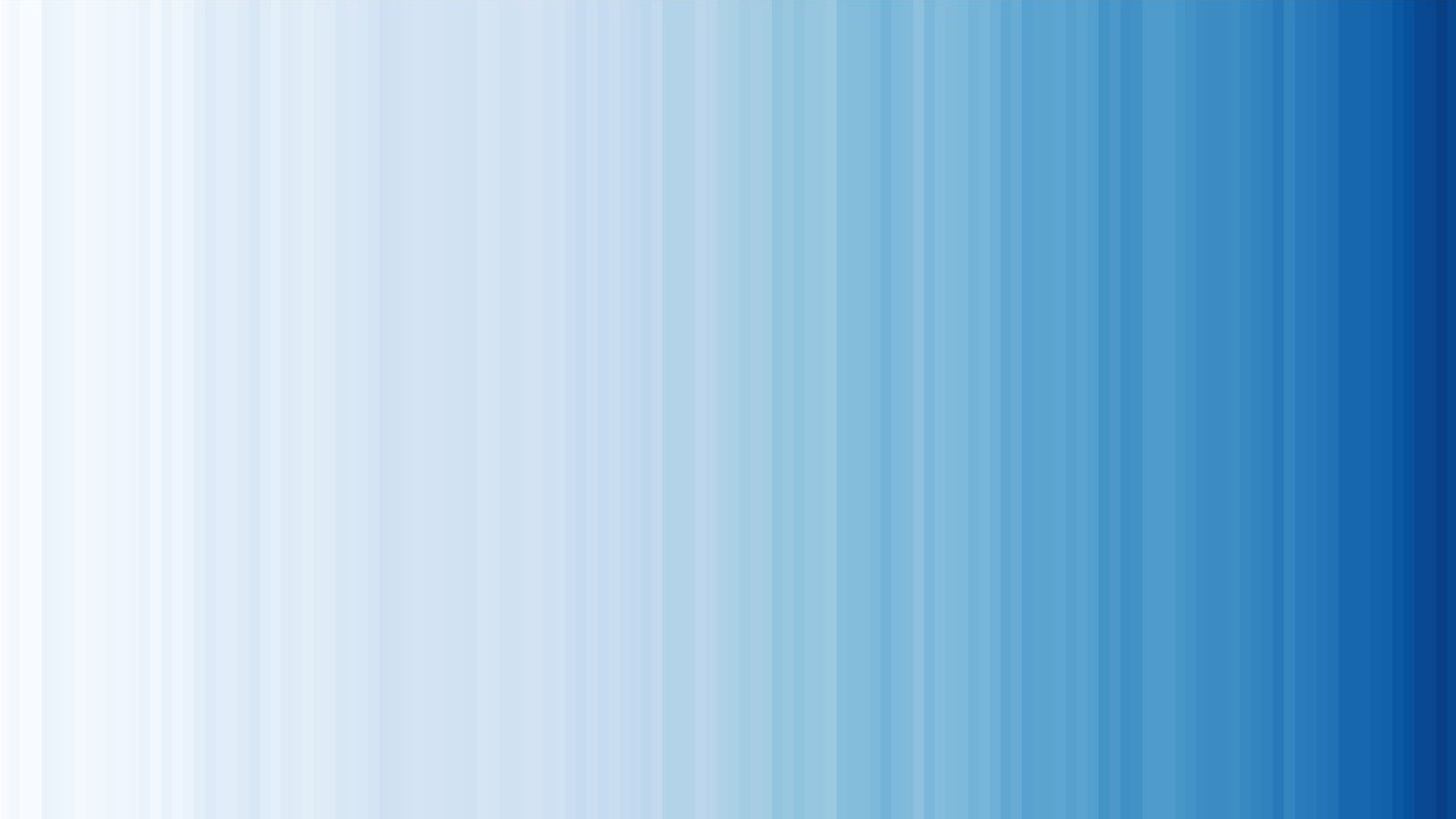
Efeito da escolha de uma linha de base independente do valor médio de qualquer período de tempo: Este gráfico de listras da mudança média global do nível do mar tem uma linha de base que é menor do que todos os valores de dados, produzindo um gráfico com tons de apenas uma única cor.